# Jacqui Smith
Jacqueline Jill "Jacqui" Smith (Malvern (Worcestershire), 3 november 1962) is een Brits politica van Labour en was van 28 juni 2007 tot 2 juni 2009 de Minister van Binnenlandse Zaken van het land. Ze volgde in die functie John Reid op. Jacqui Smith is de eerste vrouwelijke minister van Binnenlandse Zaken van Groot-Brittannië.